# Peter Harris (Fußballspieler)
Peter Philip Harris (* 19. Dezember 1925 in Southsea, Portsmouth; † 2. Januar 2003 auf Hayling Island, Hampshire) war ein englischer Fußballspieler. Als Rechtsaußen schoss er in knapp anderthalb Jahrzehnten für den FC Portsmouth 193 Ligatreffer, womit er bis heute erfolgreichster Torschütze des Vereins bleibt. Schnelligkeit und hohe Ballkontrolle, die ihm im oft fintenreichen Duell mit seinem direkten Gegenspieler Vorteile verschafften, waren ebenso kennzeichnend für seine Spielweise wie die hohe Treffsicherheit vor dem gegnerischen Tor. Die größten Erfolge des zweifachen englischen Nationalspielers waren die beiden englischen Meisterschaften in den Jahren 1949 und 1950 sowie 1953 die Auszeichnung zum besten Torschützen der höchsten englischen Spielklasse.

## Sportlicher Werdegang

### FC Portsmouth
In jungen Jahren spielte Harris Fußball bei einem Klub mit dem Namen Gosport Borough und erlernte den Beruf des Zimmermanns, als ihn Jack Tinn kurz vor Ende des Zweiten Weltkriegs im Jahr 1944 entdeckte. Tinn war Trainer des FC Portsmouth und fand in dem schlanken Teenager, der mit seinen langen und ausgebeulten Shorts seinem Kindheitsidol Alex James vom FC Arsenal nacheiferte, schnell ein großes Talent. Zunächst noch in inoffiziellen „Kriegsspielen“ übend, debütierte Harris nach Wiederaufnahme des Spielbetriebs im August 1946 beim 3:1-Heimsieg gegen die Blackburn Rovers.
Mit Hilfe seiner außergewöhnlichen Schnelligkeit eroberte sich Harris in der Saison 1947/48 unter Tinns Nachfolger Bob Jackson einen Stammplatz in der Mannschaft und ein Jahr später war er neben weiteren Offensivkräften wie Duggie Reid und Ike Clarke (im Zentrum) sowie Jack Froggatt (links) maßgeblich für den Gewinn der englischen Meisterschaft mitverantwortlich. Harris war Teil einer weithin unterschätzten Mannschaft, die sich aber durch große Kameradschaft auszeichnete und auch im FA Cup erst im Halbfinale scheiterte – Harris hatte dort bei einem 7:0-Drittrundensieg gegen Stockport County gleich dreifach getroffen. Zahlreiche englische Fußballexperten prognostizierten ein baldiges Abrutschen des FC Portsmouth in der Tabelle hinter die renommierten Klubs aus London und dem Norden, aber Harris gelang mit seinen Mannen nur ein Jahr später die Titelverteidigung und wieder hatte jeder Spieler aus dem „Quartett Froggatt-Reid-Clarke-Harris“ jeweils deutlich zweistellig getroffen.
Obwohl der FC Portsmouth weiter über eine gute Mannschaft verfügte, fehlte im weiteren Verlauf der 1950er-Jahre zunehmend die Beständigkeit und die erfolgreiche Meistermannschaft fiel sukzessive auseinander. In der Saison 1952/53 war Harris mit 23 Ligatreffern hinter Charlie Wayman von Preston North End zweiterfolgreichster Torschütze und am 3. September 1958 schoss er beim 5:2-Sieg gegen Aston Villa als erster Rechtsaußen in der englischen Erstligageschichte gleich fünf Tore. Dennoch widerfuhr ihm in dieser Saison 1958/59 auch seine größte sportliche Enttäuschung, als er mit dem FC Portsmouth als abgeschlagener Tabellenletzter in die Zweitklassigkeit abstieg – aus der ehemaligen Meistermannschaft war nur noch er selbst übrig geblieben. In der Second Division kam der mittlerweile 33-jährige Harris nur noch wenige Male zum Einsatz, bevor ihn eine Tuberkuloseerkrankung im November 1959 mehr oder weniger zur Beendigung seiner Karriere zwang.

### Englische Nationalmannschaft
Trotz seiner beständig guten Leistungen im Verein kam Harris in der englischen A-Nationalmannschaft nur zu zwei Einsätzen. Geschuldet war dies größtenteils dem Umstand, dass er auf seiner Position an der mit Stanley Matthews und Tom Finney hochkarätigen Konkurrenz nicht vorbeikam. Dazu standen beide Länderspiele unter „keinem guten Stern“, was nach der Niederlage bei seinem Debüt im September 1949 gegen Irland (0:2) in besonderem Maße für die demütigende 1:7-Pleite im Mai 1954 gegen Ungarn galt.

## Nach der aktiven Karriere
Nach einem halbjährigen Krankenhausaufenthalt infolge seiner Tuberkuloseerkrankung lehnte Harris zahlreiche Angebote zur Rückkehr ins Fußballgeschäft ab. Er ließ sich stattdessen in Hayling Island nieder, betrieb dort ein Restaurant und verstarb an diesem Ort am 2. Januar 2003. 2009 nahm der FC Portsmouth ihn als einen der ersten fünf Spieler posthum in seine klubinterne Hall of Fame auf.

## Erfolge/Titel
- Englischer Meister: 1949, 1950